# 穆兰圣于贝尔
穆兰圣于贝尔（法語：Moulins-Saint-Hubert，法語發音：[mulɛ̃ sɛ̃.t‿ybɛʁ]）是法国默兹省的一个市镇，位于该省西北部，属于凡尔登区。

## 地理
穆兰圣于贝尔（49°34'42"N, 5°7'31"E）面积8.14 平方千米，位于法国大東部大區默兹省，该省份为法国西北部内陆省份，北与比利时接壤，西接马恩省和阿登省，南至上马恩省和孚日省，东临默尔特-摩泽尔省。
与穆兰圣于贝尔接壤的市镇（或旧市镇、城区）包括：沃莱穆宗、欧特雷维尔-圣朗贝尔、穆宗。

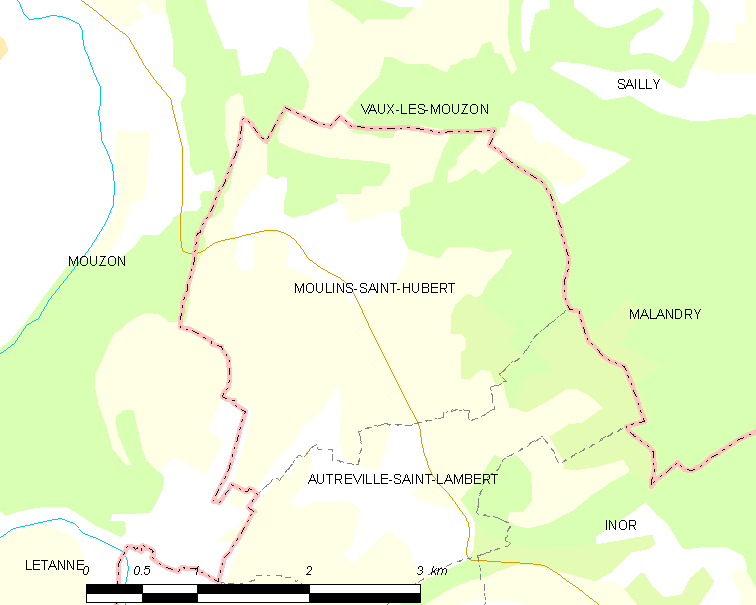
穆兰圣于贝尔的OSM定位图

穆兰圣于贝尔的时区为UTC+01:00、UTC+02:00（夏令时）。

## 行政
穆兰圣于贝尔的邮政编码为55700，INSEE市镇编码为55362。

## 政治
穆兰圣于贝尔所属的省级选区为斯特奈县。

## 人口

1962-2008年间穆兰圣于贝尔人口变化图示

穆兰圣于贝尔于2022年1月1日时的人口数量为186人。